# Cinéma mozambicain

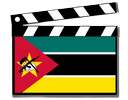
Un clap aux couleurs du drapeau mozambicain.

Le cinéma mozambicain ou cinéma mozambiquais englobe la production cinématographique nationale du Mozambique, un pays connu jusqu'en 1951 sous le nom d'Afrique orientale portugaise et sous contrôle portugais jusqu'à son indépendance en 1975. Les films mozambicains sont surtout tournés en portugais.

## Histoire

### Afrique orientale portugaise

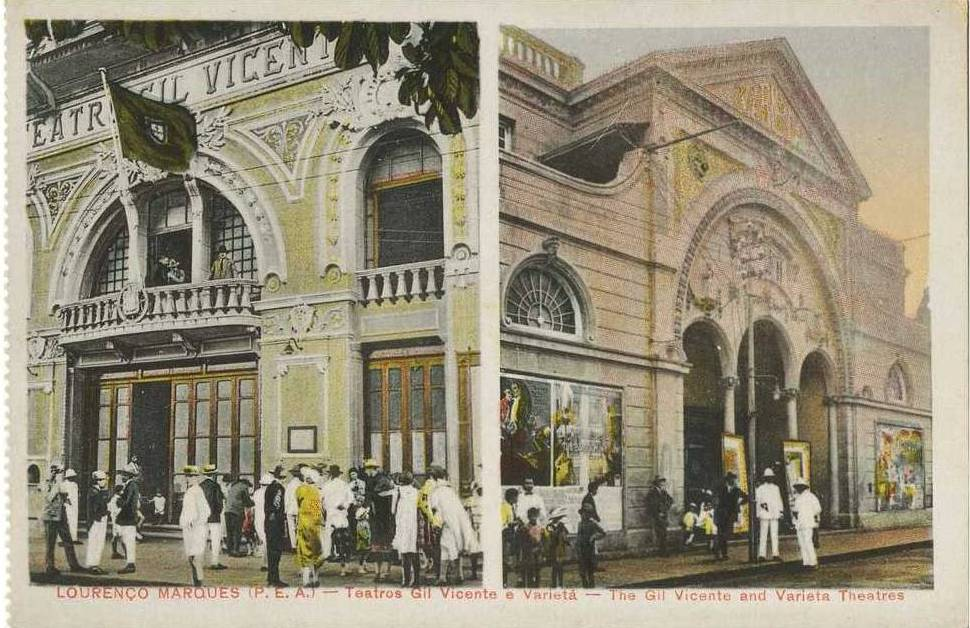
Les Teatros Gil Vicente et Varietá à Lourenço Marques (vers 1920).

Parallèlement à l'histoire récente du Mozambique, l'histoire du cinéma mozambicain est également liée à l'histoire coloniale portugaise et à sa présence séculaire dans le pays. Au début, le Mozambique n'apparaissait pratiquement pas dans l'histoire du cinéma, en raison de la répression de l'administration coloniale portugaise et de la censure croissante depuis le coup d'État militaire du général Gomes da Costa en 1926 au Portugal. À titre d'exemple de la domination de la propagande officielle dans le cinéma portugais de l'époque, on peut citer le film Chaimite du réalisateur Jorge Brum do Canto qui, en 1953, présentait de manière propagandiste la défaite de Gungunhana contre les troupes coloniales portugaises au Mozambique à la fin du XIXe siècle.
Dans l'ensemble, le cinéma s'est développé plus lentement au Mozambique que, par exemple, en Angola, pays également portugais, qui a connu une croissance économique et démographique plus forte, notamment à partir des années 1940, et où il existait encore des productions cinématographiques locales sous l'administration coloniale portugaise. Avec l'indépendance en 1975, la situation s'est inversée et le Mozambique, contrairement à l'Angola, s'est nettement tourné vers le cinéma.

### De l'indépendance en 1975 jusqu'à la fin de la République populaire en 1990

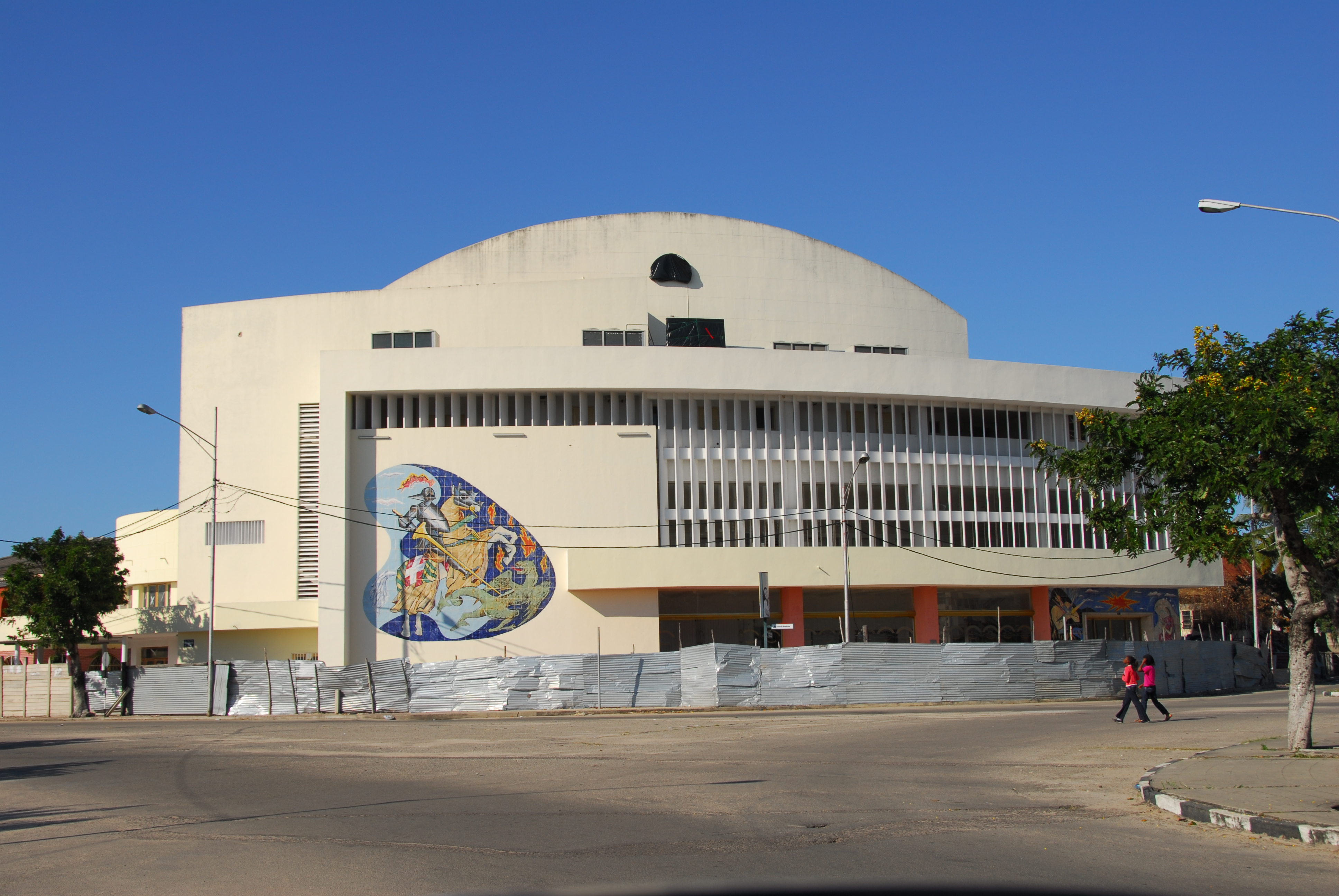
Cinéma São Jorge à Beira (2011).

L'un des premiers actes du gouvernement socialiste du FRELIMO, dirigé par le président Samora Machel, après l'indépendance du pays en 1975, a été la création de l'Instituto Nacional de Cinema (de) (INC),. Machel, qui avait déjà invité des cinéastes qui lui étaient favorables à venir travailler dans sa sphère de pouvoir à l'époque de la lutte de libération, voyait dans le cinéma un moyen de diffuser ses idées dans un pays majoritairement peuplé d'analphabètes. Bientôt, l'Institut du cinéma gérait 40 salles de cinéma, principalement dans les grandes villes, ainsi que des projecteurs mobiles importés d'Union soviétique, qui permettaient de projeter des films sur les places de marché des villages. Le Mozambique est ainsi devenu le deuxième plus grand producteur de films d'Afrique australe. L'Institut mozambicain du film produisait des émissions hebdomadaires et des documentaires par lesquels le gouvernement poursuivait la création d'œuvres marxistes dans lesquelles la forme et le contenu devaient fusionner et devenir un outil d'éducation politique. Les actualités hebdomadaires, appelées Kuxa Kanema, étaient diffusées dans des cinémas mobiles dans tout le pays. 395 actualités, 119 courts métrages et 13 longs documentaires ont été produits au cours des premières années. Les cinéastes ont notamment été motivés par le manifeste « Pour un troisième cinéma », par lequel Pino Solanas et Octavio Getino se sont prononcés en faveur d'un Troisième Cinéma à l'écart du cinéma de divertissement américain et du cinéma d'auteur européen.
Ainsi, en 1976, Ruy Guerra, originaire du Mozambique et « père » du Cinema Novo brésilien, a répondu à l'appel du gouvernement révolutionnaire pour retourner dans son pays natal et participer à la mise en place d'une production cinématographique nationale. Des réalisateurs célèbres comme Jean-Luc Godard sont également venus apporter leur soutien au Mozambique. Cependant, la guerre civile mozambicaine (1977-1992) a engendré une censure plus stricte et la mort de Samora Machel en 1986 a entraîné un déclin de l'importance de la production cinématographique au Mozambique, la politique médiatique de ses successeurs mettant désormais l'accent sur la télévision. Une grande partie de la production cinématographique mozambicaine des débuts est aujourd'hui menacée de décomposition en raison du climat tropical humide et du manque de moyens pour un stockage adéquat.

### Depuis 1990

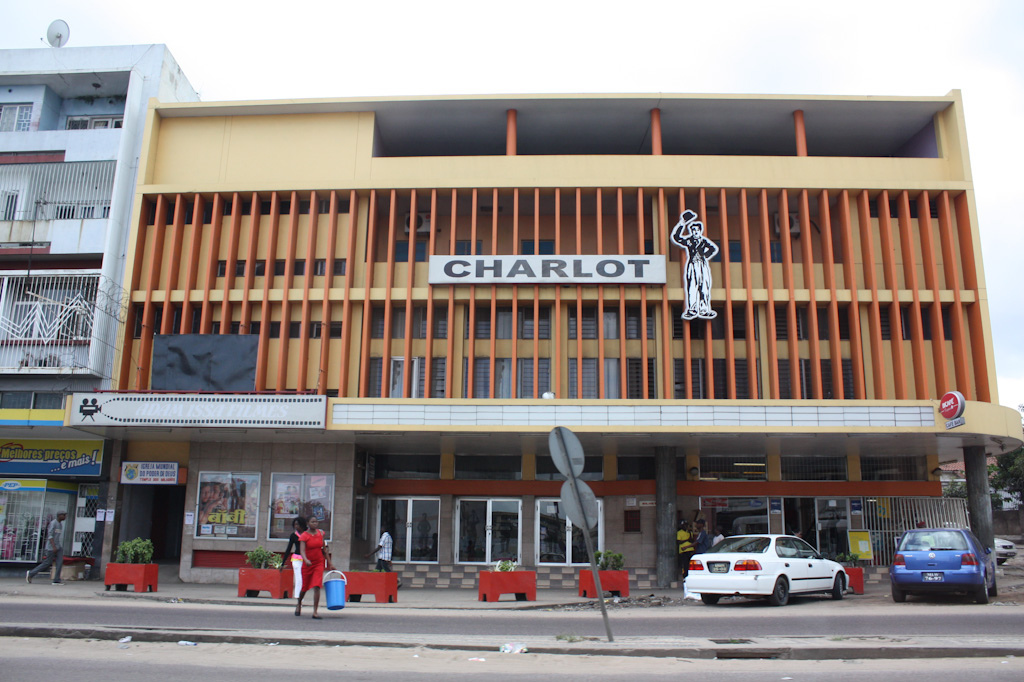
Le Cinéma Charlot à Maputo (2009).

Un incendie survenu en 1991 à l'INC a détruit une grande partie des archives cinématographiques et a définitivement mis fin aux activités de l'Institut du film du Mozambique. L'État a ainsi pratiquement cessé de soutenir le cinéma au Mozambique.
La fin de la République populaire du Mozambique en 1990 et le changement de politique économique du pays qui s'en est suivi ont toutefois permis l'émergence parallèle de sociétés de production privées. Ebano Multimedia a été la première société de production cinématographique privée en 1991, suivie de six autres. Par la suite, le Mozambique a également pu s'établir comme pays de production pour les films étrangers. Ainsi, un certain nombre de productions du cinéma portugais y ont été tournées, dont le film portugais primé Tabou (2012) et plusieurs films de José Carlos de Oliveira (de). Mais ce sont surtout des films comme Ali, le film biographique sur Mohamed Ali réalisée par l'Américain Michael Mann (avec Will Smith dans le rôle-titre), le thriller germano-américain Blood Diamond (2006), l'adaptation internationale du roman éponyme de Mia Couto O Último Voo Do Flamingo (2010), ou encore des thrillers politiques comme L'Interprète (2005) ou Au nom de la liberté (2006) qui ont été entièrement ou partiellement tournés au Mozambique et l'ont établi comme pays de production cinématographique internationale.
L'histoire du cinéma mozambicain, et en particulier de son cinéma documentaire engagé, commence cependant à peine à attirer l'attention des études cinématographiques.

## Festivals de cinéma

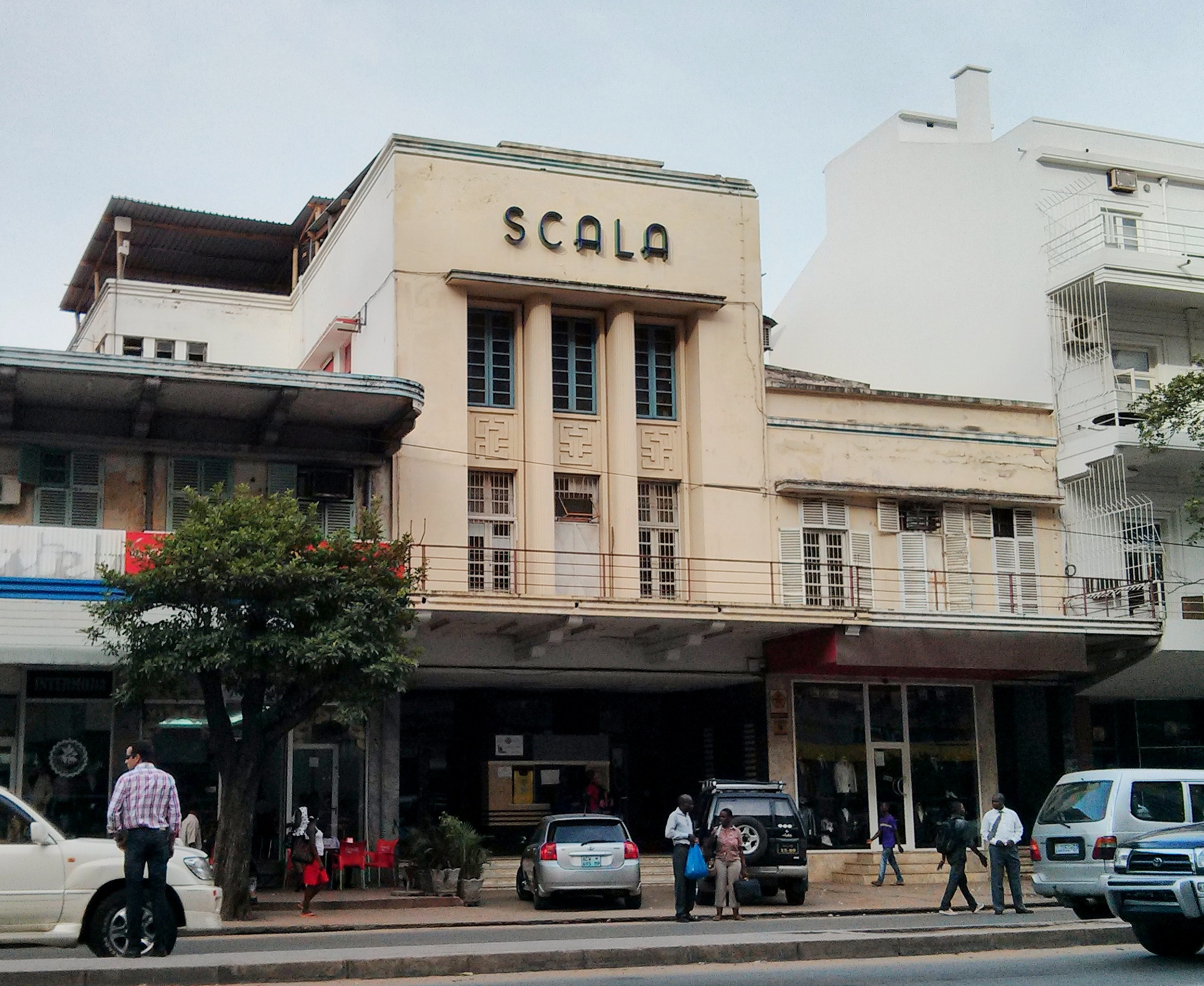
Le Cinema Scala (2014), l'un des lieux de projection du festival du film Dockanema.

Entre 2006 et 2012, le festival mozambicain du film documentaire Dockanema s'est tenu chaque année à Maputo.
Le Festival du film de Mussoril à Maputo est un autre festival de cinéma. Des cycles de films, des rétrospectives et des projections de nouveaux films ont également lieu, comme le cycle de courts métrages mozambicains KUGOMA, organisé pour la première fois en 2014, la Festa do Cinema Português, qui se déroule dans plusieurs villes du pays, la deuxième édition de la Semana do Cinema Africano de Maputo (2e Semaine du cinéma africain de Maputo), organisée en 2014, ou le cycle consacré aux films de la communauté des pays de langue portugaise (Ciclo de Cinema da CPLP).

## Institutions
Après la fin de l'INC (Instituto Nacional de Cinema (de)), l'INAC (Instituto Nacional de Audiovisual e Cinema (de)), situé dans la capitale Maputo, coordonne aujourd'hui les activités cinématographiques officielles.
L'Associação Moçambicana de Cineastas (AMOCINE), fondée en 2003, est l'association des réalisateurs du Mozambique. Elle promeut l'art cinématographique dans le pays par le biais de différentes initiatives. Ainsi, en 2010, AMOCINE a pu créer un fonds de soutien au cinéma avec le soutien de l'aide française au développement. 70 % de ses fonds sont consacrés à la promotion directe des productions cinématographiques mozambicaines, 20 % sont destinés à soutenir les nouveaux cinéastes encore inexpérimentés dans le pays, et 10 % sont destinés à la distribution des productions.
Cette initiative est également une tentative de compenser quelque peu l'absence de structure de distribution dans le pays. Jusqu'à présent, la plupart des films sont simplement archivés et ne sont que partiellement et occasionnellement visibles à la télévision, par exemple sur la chaîne publique Televisão de Moçambique (TVM), sans que des paiements soient effectués à cet effet.

## Cinéastes

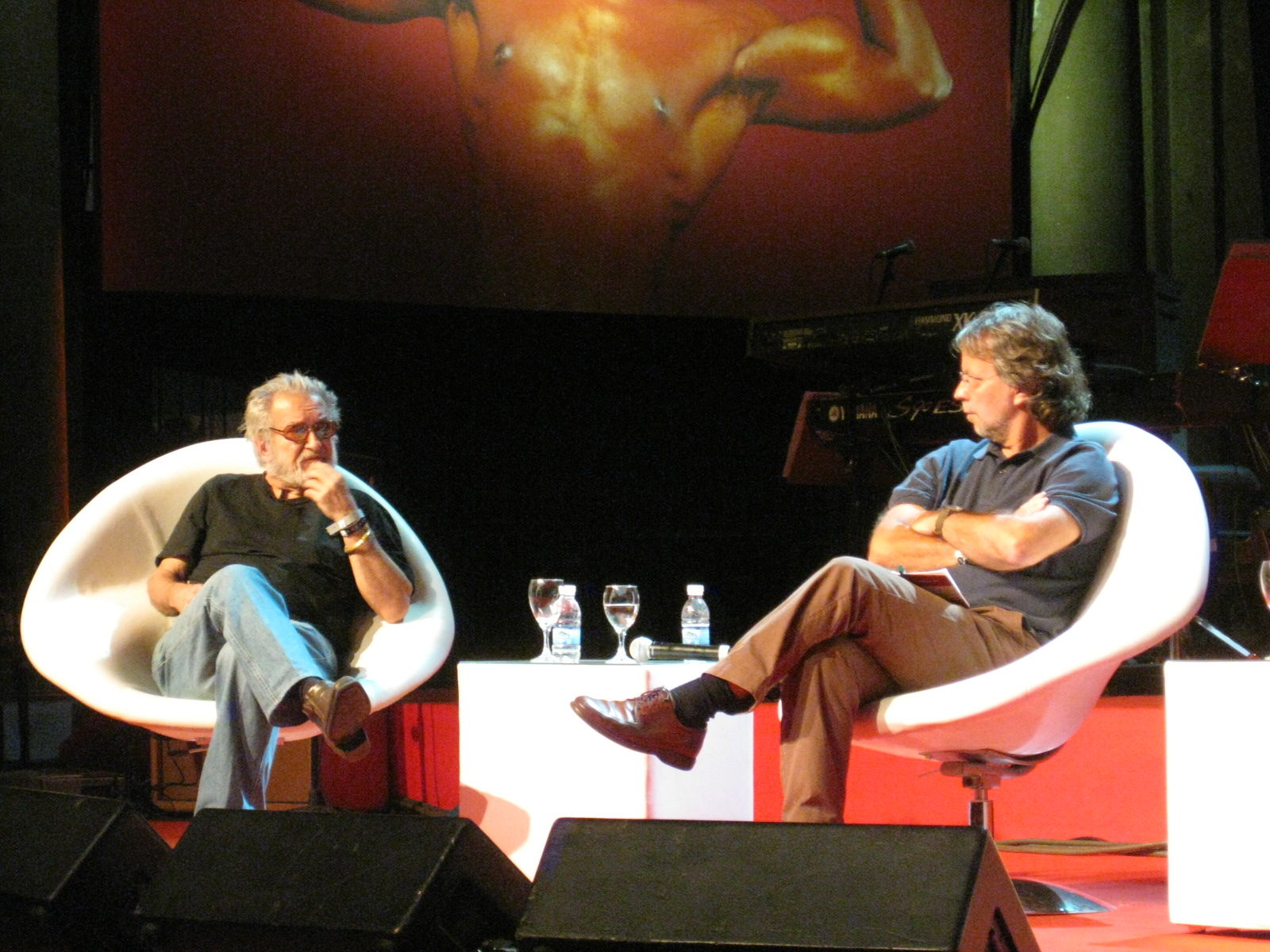
Le cinéaste Ruy Guerra et l'écrivain Mia Couto en 2010 à Rio de Janeiro.

Le réalisateur le plus connu du cinéma mozambicain est sans doute Ruy Guerra, né en 1931 dans l'actuelle Maputo. Après un passage au Portugal, il a commencé sa carrière au Brésil, dans le Cinema Novo du début des années 1950. C'est lui qui a réalisé Mueda, Memoria e Massacre en 1980, le premier long métrage du Mozambique après son indépendance en 1975.
D'autres cinéastes mozambicains connus sont Camilo de Sousa (de), Isabel Noronha, Sol de Carvalho (es), Pedro Pimenta (de), Chico Carneiro (de), Licínio Azevedo, Victor Lopes (pt) et João Ribeiro (de).

## Liste de films mozambicains
Les films mozambicains les plus connus sont :
- 2000 : Mozambique : au pays des timbilas chopes, film documentaire
- 2001 : O Gotejar da Luz (pt) de Fernando Vendrell (pt)
- 2002 : Désobéissance (Desobediência) de Licínio Azevedo
- 2004 : Kuxa Kanema: o nascimento do cinema, film documentaire sur l'histoire du cinéma au Mozambique
- 2007 : Terra Sonâmbula (pt) de Teresa Prata (pt)
- 2010 : O Último Voo do Flamingo de João Ribeiro (de)
- 2016 : Le Train de sel et de sucre (Comboio de Sal e Açúcar) de Licínio Azevedo, la première proposition mozambicaine pour une nomination aux Oscars dans la catégorie meilleur film international